# 31389 Alexkaplan
31389 Alexkaplan è un asteroide della fascia principale. Scoperto nel 1998, presenta un'orbita caratterizzata da un semiasse maggiore pari a 2,4104955 au e da un'eccentricità di 0,1234787, inclinata di 3,39018° rispetto all'eclittica.